# Гори Барре
Гори Барре (англ. Baret Montes) — система гір на Плутоні, що розташована на заході рівнини Супутника. Майже 170 км у поперечнику. Назву затверджено МАСом 26 квітня 2018 року. Гори іменовано на честь Жанни Барре – першої жінки, яка здійснила навколосвітню мандрівку. 